# أرمين تي. ويغنر
أرمين تي. ويغنر (بالألمانية: Armin T. Wegner) (و. 1886 – 1978 م) هو مصور، وكاتب، ومقاوم عسكري، وطبيب ألماني، ويحمل رتبة عسكرية ملازم، توفي في روما، عن عمر يناهز 92 عاماً.

## الخدمة العسكرية
خدم في الجيش الإمبراطوري الألماني.

## جوائز
حصل على جوائز منها:
- صالحون بين الأمم
- وسام صليب القائد من رتبة استحقاق من جمهورية ألمانيا الاتحادية

## روابط خارجية
- أرمين تي. ويغنر على موقع مونزينجر (الألمانية)